# Aurum Verlag
Der Aurum Verlag ist ein deutscher spiritueller Verlag mit Sitz in Bielefeld. Zu den Schwerpunkten des Verlagsprogramms gehören sowohl Grundlagentexte zu Meditation, Yoga und östlichen Weisheitslehren als auch Ratgeber im Bereich ganzheitlicher Gesundheitsvorsorge.
Der Verlag wurde 1974 in Freiburg im Breisgau gegründet. 1990 wurde der Verlagssitz nach Braunschweig verlegt. 2001 wurde Aurum von Kamphausen Media übernommen.